# Flomborn
Flomborn este o comună din landul Renania-Palatinat, Germania.

## Politic

### Consiliu parohial
Consiliul municipal din Flomborn este alcătuit din 16 membri ai consiliului care au fost aleși în alegerile locale la 25 mai 2014 într-o reprezentare proporțională personalizată, iar primarul de onoare fiind președinte. Cele 16 locuri din consiliul municipal sunt împărțite în două grupe de alegători.

### Stema
Blazon: "Împărțit de tăierea valurilor de verde și de argint; deasupra unui pește de argint, sub o ramură de tei verde cu trei frunze (2: 1). "

## Economie
Din 1947 până în 1976 am fost. R. Eppelsheim, Mühlweg, societatea Farbenschmidt GmbH (subsidiară a Druckfarbenfabriken Gebr. Schmidt GmbH, Frankfurt a. M.). Ea a fost cu până la 100 de angajați, cel mai mare angajator din zonă. Întreaga clădire de producție a ars în vara anului 2008.

### Infrastructură
În Flomborn există un supermarket al lanțului Netto Marken-Discount. El este singurul supermarket din apropiere.
1. ↑  Alle politisch selbständigen Gemeinden mit ausgewählten Merkmalen am 31.12.2018 (4. Quartal) (în germană), Statistisches Bundesamt[*], arhivat din original la 10 martie 2019, accesat în 10 martie 2019